# Jarrett Jack
Jarrett Matthew Jack (Fort Washington, 28 de outubro de 1983) é um ex-jogador de basquete profissional e atual assistente técnico do Phoenix Suns da National Basketball Association (NBA).
Ele jogou basquete universitário por Georgia Tech e foi selecionado pelo Denver Nuggets como a 22ª escolha geral no draft da NBA de 2005. Ele também jogou pelo Portland Trail Blazers, Indiana Pacers, Toronto Raptors, Golden State Warriors, Cleveland Cavaliers, Brooklyn Nets, New Orleans Pelicans e New York Knicks.

## Carreira no ensino médio
Jack frequentou quatro escolas secundárias em Maryland, Carolina do Norte e Massachusetts.
Considerado um recruta de quatro estrelas pelo Scout.com, Jack foi listado como o 9º melhor armador e o 40º melhor jogador do país em 2002.

## Carreira universitária
Em seu segundo ano em Georgia Tech, ele ajudou a guiar a equipe para as finais da NCAA com médias de 12,5 pontos e 5,1 assistências. Em seus dois últimos anos, ele teve médias de 15,5 pontos, 4,8 rebotes e 4,5 assistências.
Depois de renunciar ao seu último ano de elegibilidade na Georgia Tech para entrar no draft da NBA, Jack se formou em 13 de dezembro de 2014, recebendo seu diploma em gestão de negócios na cerimônia de formatura em Atlanta.

## Carreira profissional

### Portland Trail Blazers (2005–2008)
Ele foi selecionado pelo Denver Nuggets como a 22ª escolha geral no draft da NBA de 2005. Na noite do draft, ele foi negociado com o Portland Trail Blazers em troca de Linas Kleiza e Ricky Sánchez.
Como um novato na temporada de 2005-06, Jack teve minutos limitados sendo reserva de Steve Blake e Sebastian Telfair. Durante a pré-temporada de 2006, Blake foi negociado para o Milwaukee Bucks e Telfair para o Boston Celtics.
Jack foi nomeado o armador titular pelo técnico Nate McMillan para a temporada de 2006-07, aumentando drasticamente seus minutos e estatísticas. No entanto, com o retorno de Blake na temporada de 2007-08, Jack foi mais uma vez rebaixado para o papel de sexto homem.

### Indiana Pacers (2008–2009)
Em 9 de julho de 2008, Jack foi negociado, junto com Josh McRoberts e Brandon Rush, para o Indiana Pacers em troca de Ike Diogu e Jerryd Bayless.

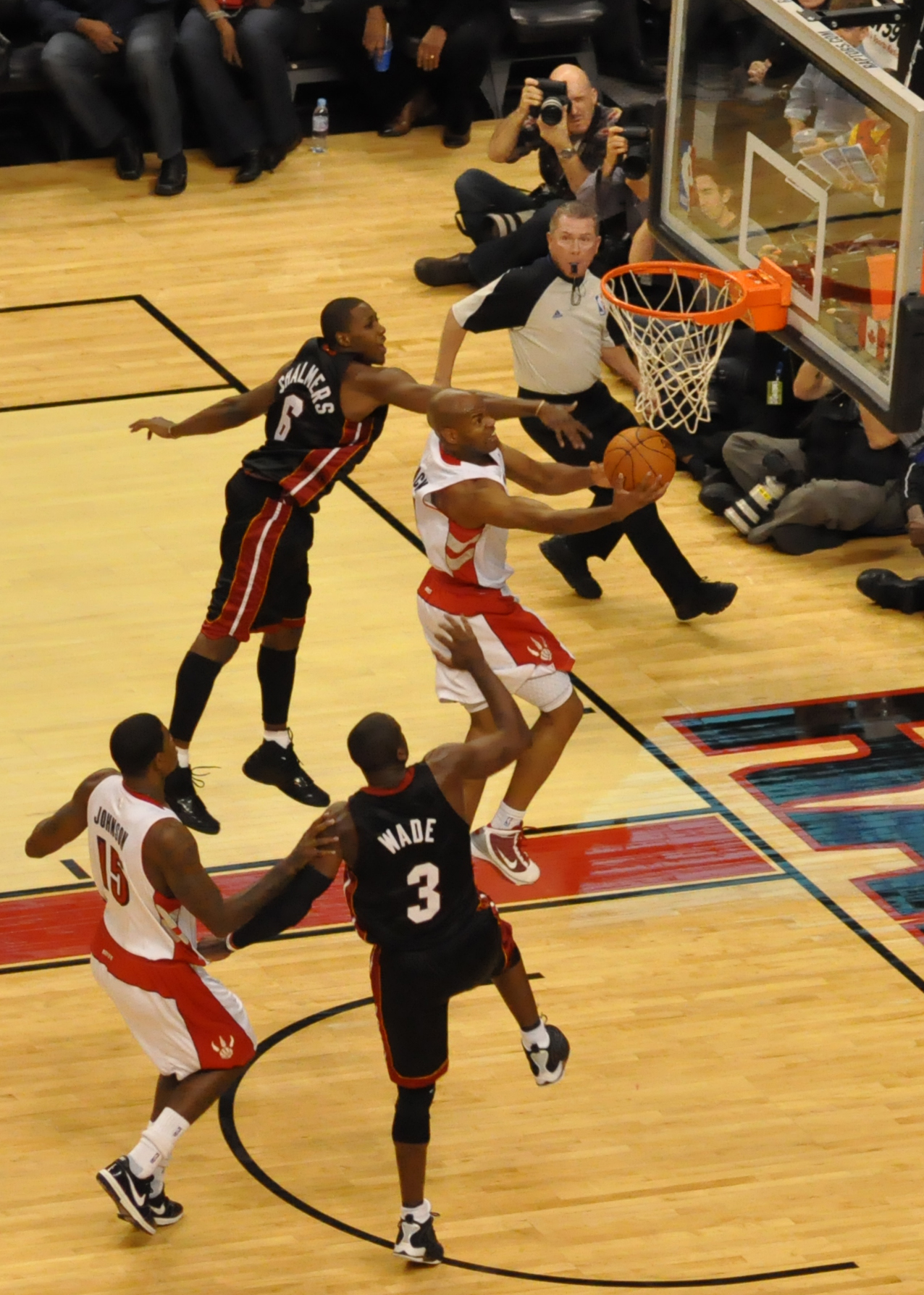
Jack indo para uma bandeja em um jogo entre o Toronto Raptors e o Miami Heat

### Toronto Raptors (2009–2010)
Em 13 de julho de 2009, Jack assinou um contrato de de 4 anos e US$ 20 milhões com o Toronto Raptors. Os Pacers tinham sete dias para igualar a oferta e optaram por não o fazer.

### New Orleans Hornets (2010–2012)
Em 20 de novembro de 2010, Jack foi negociado, junto com Marcus Banks e David Andersen, com o New Orleans Hornets em troca de Peja Stojaković e Jerryd Bayless.

### Golden State Warriors (2012–2013)
Em 11 de julho de 2012, Jack foi negociado com o Golden State Warriors em uma troca de três equipes que também incluiu o Philadelphia 76ers.
Em 22 de fevereiro de 2013, Jack registrou um duplo-duplo com 30 pontos e 10 assistências contra o San Antonio Spurs e se tornou o primeiro jogador reserva a registrar esses números desde Magic Johnson em 1996.
No final da temporada, Jack terminou em terceiro lugar na votação do Prêmio de Sexto Homem do Ano.

### Cleveland Cavaliers (2013–2014)
Em 12 de julho de 2013, Jack assinou um contrato de 4 anos e US$25.2 milhões com o Cleveland Cavaliers.
Em 15 de abril de 2014, ele foi nomeado o ganhador do nono Prêmio Anual Austin Carr Good Guy. O prêmio, em homenagem à lenda dos Cavaliers, Austin Carr, é projetado para reconhecer um jogador dos Cavaliers que é cooperativo e compreensivo com a mídia.

### Brooklyn Nets (2014–2016)
Em 10 de julho de 2014, Jack foi trocado para o Brooklyn Nets em uma troca de três equipes que também envolveu o Boston Celtics. Em 13 de dezembro de 2014, horas depois de se formar na Georgia Tech, Jack viajou para Charlotte para se juntar a seus companheiros de equipe no jogo contra o Charlotte Hornets. Em 20 minutos, ele registrou 14 pontos, 5 assistências e 2 rebotes para ajudar os Nets a vencer por 114-87.
Em 3 de janeiro de 2016, ele foi descartado pelo resto da temporada com uma ruptura do ligamento cruzado anterior. Em 30 de junho de 2016, Jack foi dispensado pelos Nets.
Em 15 de julho de 2016, Jack assinou um contrato de 1 anos e US$1.5 milhões com o Atlanta Hawks. No entanto, em 20 de outubro de 2016, ele foi dispensado pelos Hawks devido a lesão. Ele não conseguiu treinar e, posteriormente, ficou de fora de todos os sete jogos de exibição dos Hawks durante a pré-temporada.

### Retorno a Nova Orleans (2017)
Em 24 de fevereiro de 2017, Jack assinou um contrato de 10 dias com o New Orleans Pelicans, retornando à franquia para uma segunda passagem. No entanto, em 3 de março de 2017, ele foi descartado por quatro a seis semanas após sofrer uma lesão no menisco direito.

### New York Knicks (2017–2018)
Em 15 de setembro de 2017, Jack assinou um contrato com o New York Knicks.
Em 24 de novembro de 2017, ele registrou 10 pontos e 14 assistências contra o Atlanta Hawks. Em 10 de dezembro de 2017, também contra os Hawks, Jack marcou 19 pontos. Em 10 de janeiro de 2018, ele registrou seu primeiro triplo-duplo em seis anos com 16 pontos, 10 rebotes e 10 assistências em uma derrota por 122-119 na prorrogação para o Chicago Bulls. Quatro dias depois, ele marcou 22 pontos em uma derrota por 123-118 na prorrogação para o New Orleans Pelicans.
Jack assinou um contrato de 1 anos e US$2.4 milhões com os Pelicans em 19 de setembro de 2018, antes de ser dispensado em 13 de outubro.

### Sioux Falls Skyforce (2019–2020)
Em 5 de março de 2019, Jack foi adquirido pela Sioux Falls Skyforce da G-League. Em seu único jogo pelo Skyforce, Jack rasgou o ligamento cruzado anterior e o menisco lateral, além de torcer o ligamento cruzado anterior do joelho esquerdo, o que o descartou pelo resto da temporada.
Em 26 de novembro de 2019, Jack foi adquirido novamente pela Sioux Falls Skyforce.

### NBA G League Ignite (2021)
Em 14 de janeiro de 2021, Jack assinou com o Ignite.

## Carreira como treinador

### Phoenix Suns (2021–Presente)
Em 7 de agosto de 2021, Jack foi contratado como assistente técnico do Phoenix Suns.

## Estatísticas da carreira

### NBA

#### Temporada regular
| Ano      | Equipe       | PJ  | PT  | MPJ  | AP   | 3P   | LL    | RT  | AS  | BR  | TO | PPJ  |
| -------- | ------------ | --- | --- | ---- | ---- | ---- | ----- | --- | --- | --- | -- | ---- |
| 2005–06  | Portland     | 79  | 4   | 20.2 | .442 | .263 | .800  | 2.0 | 2.8 | .5  | .0 | 6.7  |
| 2006–07  | Portland     | 79  | 79  | 33.6 | .454 | .350 | .871  | 2.6 | 5.3 | 1.1 | .1 | 12.0 |
| 2007–08  | Portland     | 82  | 16  | 27.2 | .431 | .342 | .867  | 2.9 | 3.8 | .7  | .0 | 9.9  |
| 2008–09  | Indiana      | 82  | 53  | 33.1 | .453 | .353 | .852  | 3.4 | 4.1 | 1.1 | .2 | 13.1 |
| 2009–10  | Toronto      | 82  | 43  | 27.4 | .481 | .412 | .842  | 2.7 | 5.0 | .7  | .1 | 11.4 |
| 2010–11  | Toronto      | 13  | 13  | 26.7 | .393 | .167 | .870  | 3.2 | 4.5 | 1.1 | .0 | 10.8 |
| 2010–11  | New Orleans  | 70  | 2   | 19.6 | .412 | .345 | .845  | 1.9 | 2.6 | .6  | .1 | 8.5  |
| 2011–12  | New Orleans  | 45  | 39  | 34.0 | .456 | .348 | .872  | 3.9 | 6.3 | .7  | .2 | 15.6 |
| 2012–13  | Golden State | 79  | 4   | 29.7 | .452 | .404 | .843  | 3.1 | 5.5 | .8  | .1 | 12.9 |
| 2013–14  | Cleveland    | 80  | 31  | 28.2 | .410 | .341 | .839  | 2.8 | 4.1 | .7  | .3 | 9.5  |
| 2014–15  | Brooklyn     | 80  | 27  | 28.0 | .439 | .267 | .881  | 3.1 | 4.7 | .9  | .2 | 12.0 |
| 2015–16  | Brooklyn     | 32  | 32  | 32.1 | .391 | .304 | .893  | 4.3 | 7.4 | 1.1 | .2 | 12.8 |
| 2016–17  | New Orleans  | 2   | 0   | 16.5 | .667 | .000 | 1.000 | .0  | 2.5 | 1.0 | .0 | 3.0  |
| 2017–18  | New York     | 62  | 56  | 25.0 | .427 | .291 | .840  | 3.1 | 5.6 | .6  | .1 | 7.5  |
| Carreira | Carreira     | 867 | 399 | 27.2 | .450 | .299 | .865  | 2.7 | 4.5 | .8  | .1 | 10.4 |

#### Playoffs
| Ano      | Equipe       | PJ | PT | MPJ  | AP   | 3P   | LL    | RT  | AS  | BR  | TO | PPJ  |
| -------- | ------------ | -- | -- | ---- | ---- | ---- | ----- | --- | --- | --- | -- | ---- |
| 2011     | New Orleans  | 6  | 0  | 18.5 | .353 | .000 | .688  | 2.5 | 2.2 | .2  | .2 | 5.8  |
| 2013     | Golden State | 12 | 4  | 35.5 | .506 | .292 | .896  | 4.4 | 4.7 | .9  | .3 | 17.2 |
| 2015     | Brooklyn     | 6  | 0  | 25.5 | .519 | .333 | 1.000 | 4.2 | 4.5 | 1.2 | .2 | 12.3 |
| Carreira | Carreira     | 24 | 4  | 26.5 | .459 | .208 | .861  | 3.7 | 3.8 | .7  | .2 | 11.7 |

### Universitário
| Ano      | Equipe       | PJ  | PT  | MPJ  | AP   | 3P   | LL   | RT  | AS  | BR  | TO | PPJ  |
| -------- | ------------ | --- | --- | ---- | ---- | ---- | ---- | --- | --- | --- | -- | ---- |
| 2002-03  | Georgia Tech | 31  | 31  | 31.7 | .455 | .283 | .703 | 3.5 | 6.0 | 1.6 | .1 | 9.5  |
| 2003-04  | Georgia Tech | 38  | 38  | 31.2 | .456 | .316 | .802 | 4.9 | 5.6 | 1.9 | .1 | 12.5 |
| 2004-05  | Georgia Tech | 32  | 31  | 34.1 | .514 | .442 | .866 | 4.8 | 4.5 | 1.8 | .1 | 15.5 |
| Carreira | Carreira     | 101 | 100 | 32.3 | .475 | .347 | .790 | 4.3 | 5.3 | 1.7 | .1 | 12.5 |

Fonte: